# デビッド・バーコフ

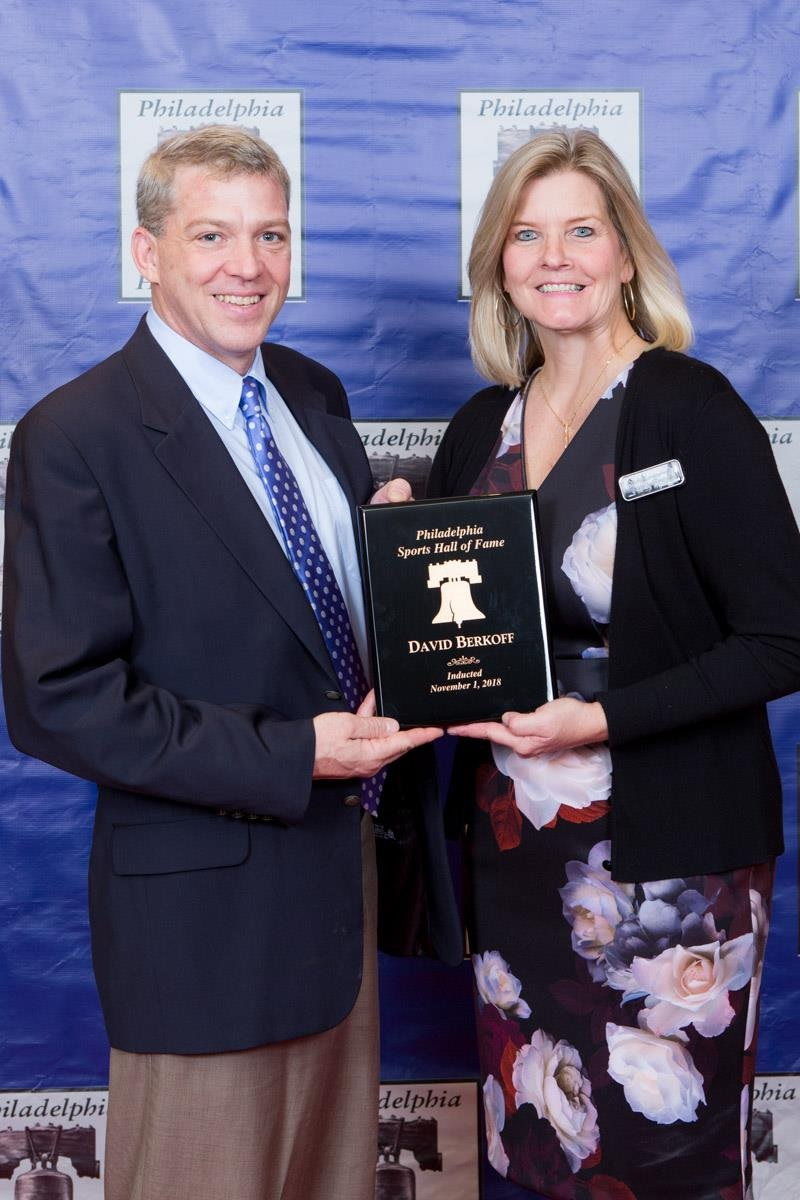
フィラデルフィアのスポーツ殿堂入り（2018年）

デビッド・バーコフ（David Charles Berkoff、1966年11月30日 - ）は、アメリカペンシルベニア州フィラデルフィア出身の男子競泳選手。
バサロ泳法を武器に活躍した元背泳ぎの世界記録保持者である。
大学時代からバサロの研究を始め、1988年ソウルオリンピックのアメリカ代表選考会で100m背泳ぎの世界新記録を出し代表に選ばれた。ソウルオリンピックの予選では、自己の世界記録を更新するが、決勝ではタイムをおとし日本の鈴木大地の前に敗れ銀メダルに終わった。1992年のバルセロナオリンピックにも出場するが100m背泳ぎで銅メダルとなり、個人種目での金メダル獲得はならなかった。なお、両大会ともに4×100mメドレーリレーでは金メダルを獲得している。2005年、国際水泳連盟の国際水泳殿堂入りを果たした。
その後はモンタナ州で弁護士免許を取得し活動している。
娘のキャサリン・バーコフは2024年パリオリンピックの女子100メートル背泳ぎでアメリカ代表選手になっており、銅メダルを獲得している。